# Mạc Thị Ngọc Lâm
Mạc Thị Ngọc Lâm (tiếng Trung: 莫氏玉林) là một công chúa triều Mạc.

## Tiểu sử
Phúc Thành thái trưởng công chúa Mạc Thị Ngọc Lâm là con gái của Mạc Thái Tông, sinh thác thời gian nào hiện chưa được rõ. Bà được gả cho Đà quốc công Mạc Ngọc Liễn, một số đạo quán và chùa chiền ở Bắc Bộ có phối thờ ông bà vì những công đức sinh thời.
Tương truyền, vào năm Giáp Thìn (1544), ông bà đã tự bỏ tiền ra đại tu Linh Tiên quán (nay thuộc địa phận làng Cao Thượng, xã Đức Thượng, huyện Hoài Đức, Hà Nội) và đền Lũng (nay thuộc thị xã Thuận Thành, tỉnh Bắc Ninh), khiến những công trình này từ đơn sơ thành nguy nga tráng lệ.
Khi tuổi công chúa đã cao, bà cùng phu quân đã tậu 36 cây lim để tu bổ chùa Phổ Minh (nay thuộc thôn Tức Mạc, ngoại thành Nam Định), riêng bà về đây xuất gia tu hành. Một số công trình cầu cống, chùa miếu khác ở Hà Nội, Cao Bằng, Quảng Ninh... cũng có bàn tay xây cất của ông bà.